# Francisco López de Zúñiga y Meneses
Francisco López de Zúñiga y Meneses, 2. Marqués von Baides (* 27. August 1599 in Pedrosa, Asturien, Spanien; † 19. September 1655 auf See vor Cádiz, Spanien) war ein spanischer Offizier, der als Gouverneur von Chile amtierte.

## Leben

### Herkunft und Karriere in Europa
Francisco López de Zúñiga wurde als Sohn einer Adelsfamilie geboren. Seinem Vater war 1622 von König Philipp IV. der Titel eines Marqués von Baides verliehen worden.
Mit 17 Jahren trat er in die Armee ein. Nach mehr als fünfzehn Jahren in Diensten der Krone in den Kriegen in Flandern und Deutschland ging López 1632 an den spanischen Königshof und verließ den aktiven Militärdienst im Range eines Hauptmannes der Kavallerie. Am 13. Juni 1626 wurde er in den Orden von Santiago aufgenommen.

### Karriere in der Neuen Welt
Für seine Verdienste wurde er zum Gouverneur von Santa Cruz de la Sierra im heutigen Peru ernannt. Er übernahm dieses Amt formell am 15. Mai 1635. 1636 heiratete er Maria de Salazar, die Tochter des Oidors von Charcas, die eine Mitgift von fünfzigtausend Pesos in die Ehe brachte. Aus der Ehe ging der Sohn Francisco, 4. Marqués von Baides, hervor.
Im selben Jahr 1636 starben sowohl sein Vater als auch sein älterer Bruder. López wollte nach Europa zurückkehren (bevor er sein Amt im Hochland von Peru faktisch angetreten hatte). Im Oktober 1638 erreichte ihn aber die Ernennung zum Gouverneur von Chile. Also reiste er nach Lima und machte sich mit 326 Mann auf den Weg nach Süden.

### Amtszeit als Gouverneur in Chile
Am 20. März 1639 segelte er von Callao an der peruanischen Küste aus und erreichte Anfang Mai 1639 Concepción. Die herbstliche Regenzeit hatte die militärischen Operationen gegen die Indianer zum Halten gebracht und López sandte einen Teil seiner Truppen zur Verstärkung der spanischen Einheiten. Im September hatte das Frühjahr die Wege wieder passierbar gemacht und López erreichte mit seinen Truppen Santiago und nahm dort die Amtsgeschäfte auf.
Die großen Herausforderungen seiner Amtszeit lagen einmal im fortgesetzten Krieg gegen die Ureinwohner, zum anderen in der schweren Armut des Landes, die nicht zuletzt durch die hohen Abgabeforderungen der spanischen Krone (die sich ihrerseits in schweren Finanznöten befand) verursacht war. López setzte sich für eine Minderung der Abgaben ein, hatte aber nur teilweise Erfolg.
Erfolg war ihm bei Friedensbemühungen mit den Indianern beschieden. Zum Jahreswechsel 1640 / 1641 erreichte er den Frieden von Quillín. Der jesuitische Missionar Luis de Valdivia spielte dabei eine tragende Rolle, gegenüber den indianischen Ureinwohnern nicht rein kämpfend, sondern missionierend entgegenzutreten.
Im April 1642 erhielt er die Erlaubnis, nach Europa zurückzukehren. Er beendete seine Amtszeit im Mai 1646 in Concepción, um seinen Nachfolger Martín de Mujica y Buitrón zu empfangen, der dort am 8. Mai 1646 an Land ging.

### Rückkehr nach Europa und Tod
Gemeinsam mit seiner Familie segelte er mit der spanischen Flotte am 18. Oktober 1654 von Callao aus Richtung Europa. Am 27. April 1655 verließ die Flotte Cartagenas mit Ziel Havanna. Von dort reisten sie am 24. Juli ab und gelangten am 19. September in die Gewässer bei Cádiz. Dort wurden sie von englischen Schiffen angegriffen, deren Kanonen das Flaggschiff der Flotte, auf dem López sich befand in Brand setzten. López erlag seinen Verletzungen, auch seine Frau starb in dem Gefecht. Die Söhne gerieten in englische Gefangenschaft.
Sein Sohn José trat nach seiner Rückkehr in den Jesuitenorden ein, kehrte später als Missionar nach Chile zurück und starb in Concepción.